# Canto jo i la muntanya balla
Canto jo i la muntanya balla és una novel·la d'Irene Solà publicada el 2019, de les més venudes a la literatura catalana contemporània, que ha arribat també al mercat internacional i ha estat traduïda a una vintena d'idiomes. El 2021 va ser la novel·la més prestada a la xarxa de biblioteques de Barcelona. L'any 2022 el diari britànic The Guardian va triar la novel·la com una de les millors obres de ficció de l'any.
L'any 2021 la companyia teatral La Perla 29 estrenà l'adaptació escènica de la novel·la, amb dramatúrgia de Clàudia Cedó, sota la direcció de Guillem Albà i Joan Arqué, i interpretada per Laura Aubert, Diego Lorca, Amaia Miranda, Anna Sahun, Ireneu Tranis i Caterina Tugores. L'obra simfònicocoral del compositor Marc Timón Les trompetes de la mort, estrenada al Palau de la Música Catalana el febrer de 2021, està inspirada en el capítol del mateix nom de l'obra d'Irene Solà.

## Argument
En l'obra, la veu narrativa queda fragmentada: hi prenen la paraula núvols, dones d'aigua, bolets, persones vives, persones mortes, un cabirol, una gossa i fins i tot la mateixa muntanya. És una novel·la que «diu el Pirineu com una veu de veus» posant en escena un tros de terra, l'espai físic d'una zona indefinida d'alta muntanya, entre Camprodon i Prats de Molló. L'obra de Solà ressegueix el rastre de la retirada republicana, beu de les llegendes recollides a les Muntanyes maleïdes de Pep Coll o El dia de l'os de Joan-Lluís Lluís, i es nodreix de descripcions de diverses tesis doctorals sobre la cacera de bruixes històrica a Catalunya, si bé tot plegat, en paraules de Ponç Puigdevall, al servei d'«una estratègia, o una lògica d'avançament: passar d'una situació a una altra com si fos un dispositiu d'històries sense final, com si importés més l'acció de narrar que el narrat i es privilegiés la consciència que cada capítol pertany a una tradició literària ben definida, la tradició del bon contar».